# Hodgeman County
Hodgeman County je okres ve státě Kansas v USA. K roku 2010 zde žilo 1 916 obyvatel. Správním městem okresu je Jetmore. Celková rozloha okresu činí 2 228 km².